# HGÜ Romulo
Die HGÜ Romulo  ist eine Hochspannungs-Gleichstrom-Übertragungsleitung (HGÜ) durch die balearische See zwischen den Balearen und dem spanischen Festland. Die Endpunkte der Leitung befinden sich in Santa Ponsa (HGÜ-Umrichter-Station Santa Ponça) auf Mallorca und Morvedre bei Valencia.
Der Projektname aus dem Jahre 2006/2007 COMETA (Abkürzung für Conexión Mediterránea Transporte Alta tensión, HGÜ Iberische Halbinsel-Balearen) beinhaltete nicht nur das HGÜ-Seekabel nach Mallorca, sondern auch die 132-kV- und 33-kV-Kabel von Mallorca nach Menorca sowie Mallorca nach Ibiza und von Ibiza Formentera.
Die Leitung wurde im August 2012 als bipolare Leitung mit einer Übertragungskapazität von 400 MW bei ±250 kV in Betrieb genommen und soll die Elektrizitätsversorgung auf den Balearen sichern. Die Leitung ist ca. 244 km lang, wovon ca. 237 km als Seekabel ausgeführt sind, und verläuft in einer maximalen Tiefe von 1.485 m. Diese Tiefe wurde zum Zeitpunkt der Inbetriebnahme nur von der SAPEI zwischen Italien und Sardinien übertroffen. Die Kabelsysteme wurde von Nexans und Prysmian geliefert, die Stromrichterstationen von Siemens. Insgesamt betrug das Investitionsvolumen 420 Mio. Euro.